# Židovski feminizam
Židovski feminizam je pokret koji nastoji popraviti vjerski, pravni i društveni položaj žena unutar judaizma te otvoriti nove mogućnosti za vjersko iskustvo i vodstvo židovskim ženama. Feministički pokreti, s različitim metodama djelovanja i rezultatima, stvorili su se u svim vodećim ograncima judaizma. 
U svom modernom obliku pokret je nastao ranih 1970-ih u SAD. Prema feminističkoj teologinji Judith Plaskow, pokret je imao fokus na reformski judaizam, a glavna pitanja ranih židovskih feministkinja ticala su se dijeljenja o eksluzivno muških molitvenih grupa ili minyana, isključivanja od mitzvota, te nemogućnosti žena da pokrenu i svjedoče o židovskom pogledu na brak i razvod.